# Wang Beixing
Wang Beixing (chinois : 王北星 ; pinyin : Wáng Běixīng), né le 10 mars 1985 à Harbin, est une patineuse de vitesse chinoise. Au cours de sa carrière, elle a notamment remporté un titre de championne du monde de sprint en 2009 et une médaille de bronze olympique en 2010.

## Palmarès

### Jeux olympiques
- Médaille d'or sur 500 m aux Jeux olympiques d'hiver de 2010 de Vancouver.

### Championnats du monde

#### Championnats du monde de sprint
- Médaille d'argent aux Championnats du monde de sprint 2009 de Moscou.

#### Championnats du monde simple distance
- Médaille d'argent aux Championnats du monde simple distance de patinage de vitesse 2005 d'Inzell.
- Médaille d'argent aux Championnats du monde simple distance de patinage de vitesse 2007 de Salt Lake City.
- Médaille d'argent aux Championnats du monde simple distance de patinage de vitesse 2008 de Nagano.
- Médaille d'argent aux Championnats du monde simple distance de patinage de vitesse 2009 de Vancouver.